# Caecognathia nipponensis
Caecognathia nipponensis är en kräftdjursart som först beskrevs av Théodore Monod 1926.  Caecognathia nipponensis ingår i släktet Caecognathia och familjen Gnathiidae. Inga underarter finns listade i Catalogue of Life.